# 305-я гвардейская артиллерийская бригада
305-я гвардейская артиллерийская Гумбинненская ордена Красной Звезды бригада (сокр. 305 абр, в/ч 39255) — тактическое соединение Сухопутных войск Российской Федерации. Бригада дислоцируется в г. Уссурийск, с. Покровка Приморского края.
Соединение находится в составе 5-й гвардейской общевойсковой армии Восточного военного округа.

## История
305-я артиллерийская бригада ведёт свою историю со времён Великой Отечественной войны, являясь преемником 20-го пушечного артиллерийского полка особой мощности (20 пап ОМ).
В свою очередь, полк был создан 14 декабря 1944 года на базе 406-го отдельного тяжёлого пушечного артиллерийского дивизиона (406-й отпадн) и 8-й отдельной пушечной батареи (8-я опбатр).
В ходе Гумбиннен-Гольдапской операции в 1944 году, 406-й отпадн получил почётное наименование «Гумбинненский», которое было передано при переформировании 20-му пап.
Полк находился в рядах Действующей армии в периоды с 14 декабря 1944 года по 9 мая 1945 года и 9 августа по 3 сентября 1945 года.
Войну 20-й пап закончил на Дальнем Востоке, где участвовал в советско-японской войне в составе 5-й армии.
В 1960-е годы 20-й пушечный артиллерийский полк переформирован в 305-ю артиллерийскую бригаду.
Юбилеи соединения ежегодно отмечаются 28 декабря.
11 августа 2011 года бригаде вручили знамя нового образца.
03 июня 2025 года Указом президента Российской Федерации бригаде присвоено почётное наименование «гвардейская» за «массовый героизм и отвагу, стойкость и мужество проявленные личным составом бригады в боевых действиях по защите Отечества и государственных интересов в условиях вооружённых конфликтов».

## Награды
- Орден Красной Звезды — награждение 22 февраля 1968 года.[8]
- Почётное наименование «Гумбинненская» — за взятие г. Гумбиннен в Восточной Пруссии в ходе Гумбиннен-Гольдапской операции.

## Галерея

Учение 305-й артиллерийской бригады 24 марта 2020 года на полигоне Сергеевский
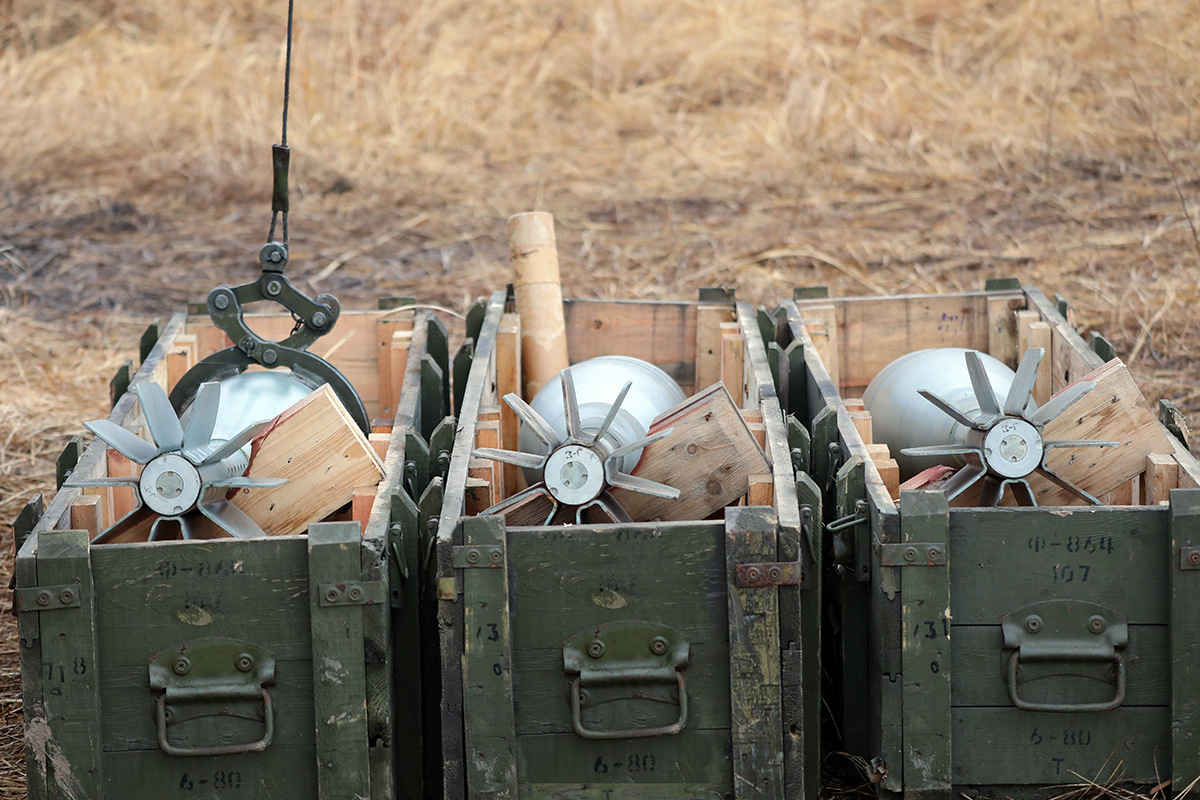
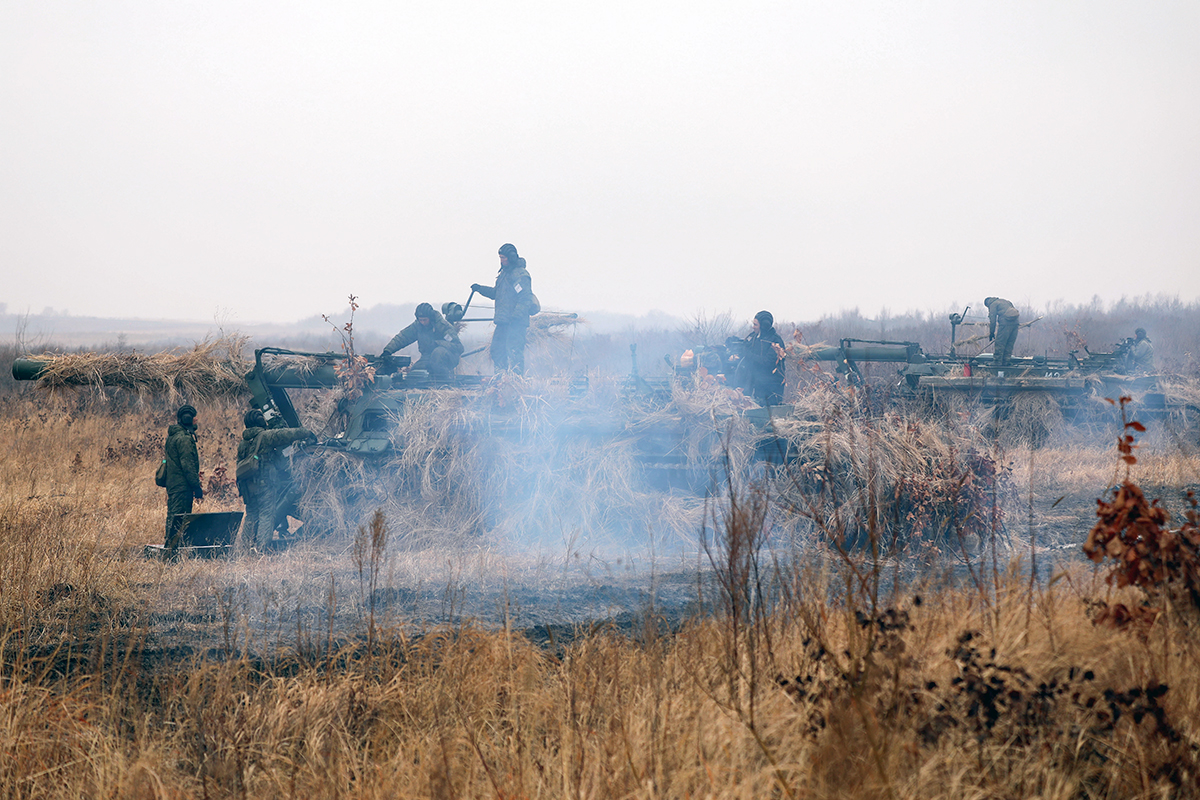
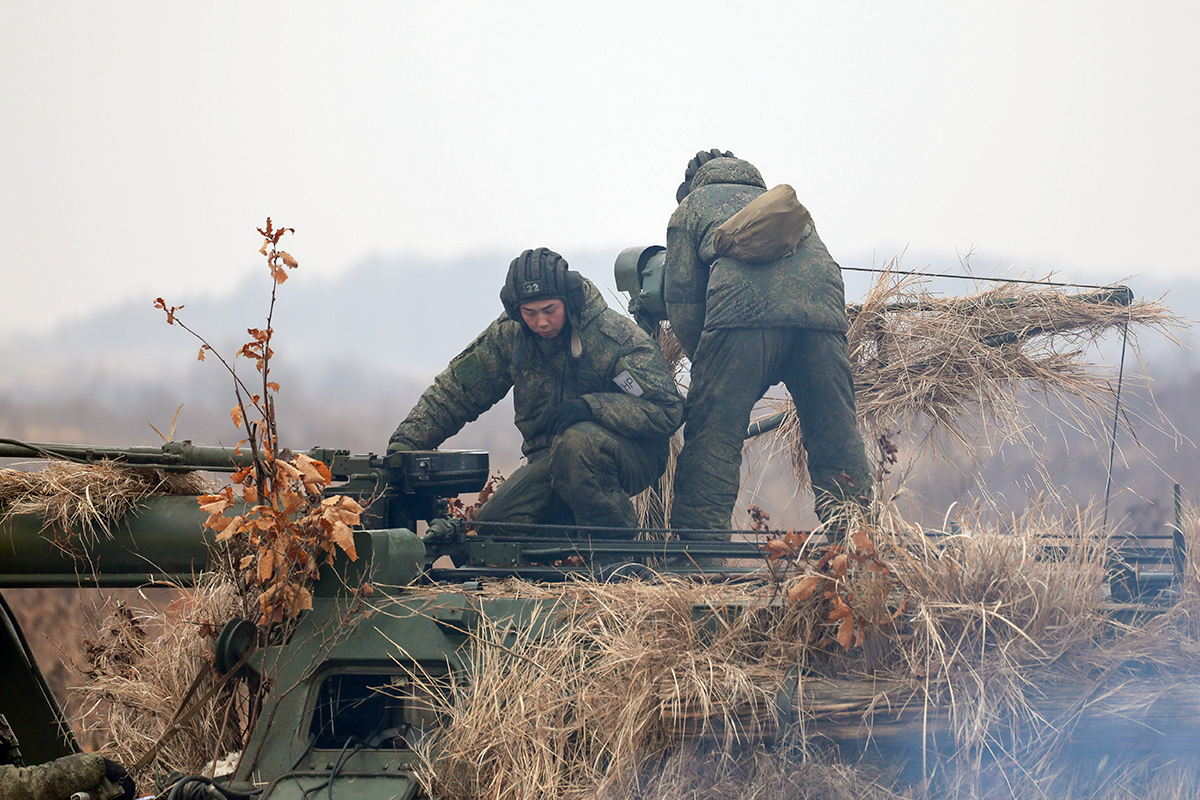
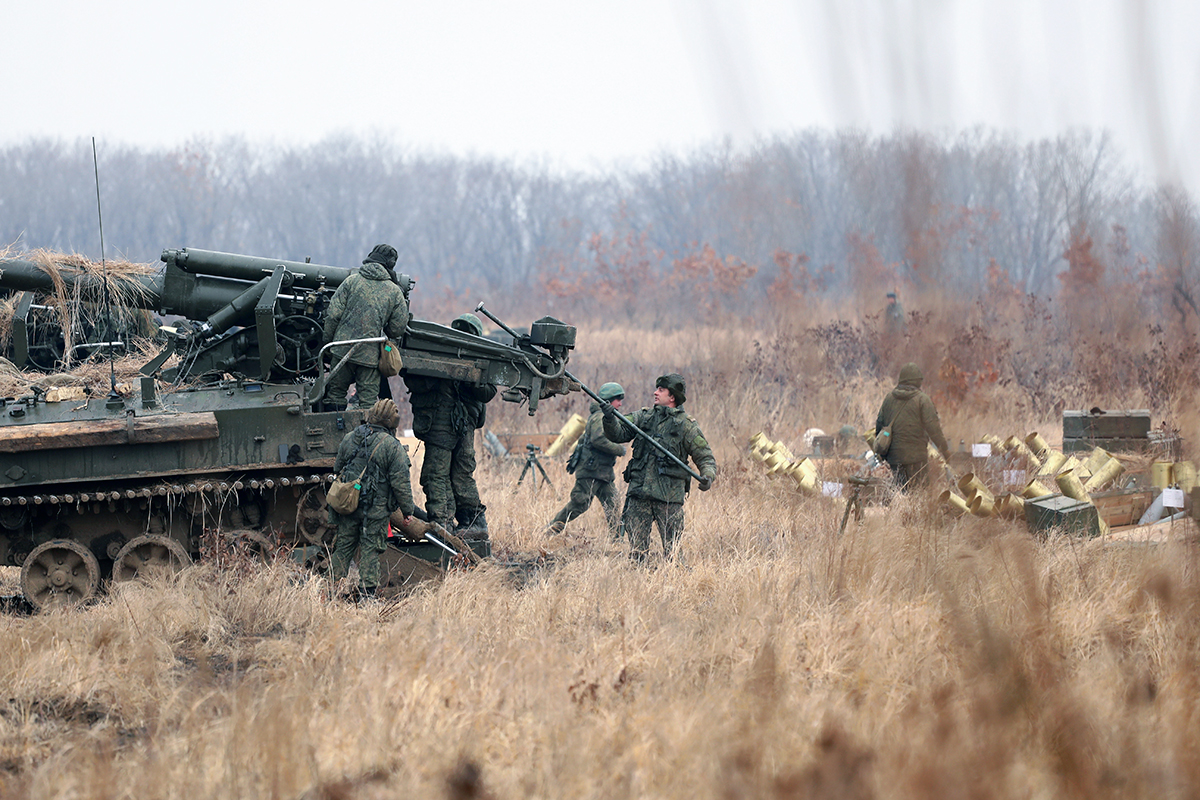
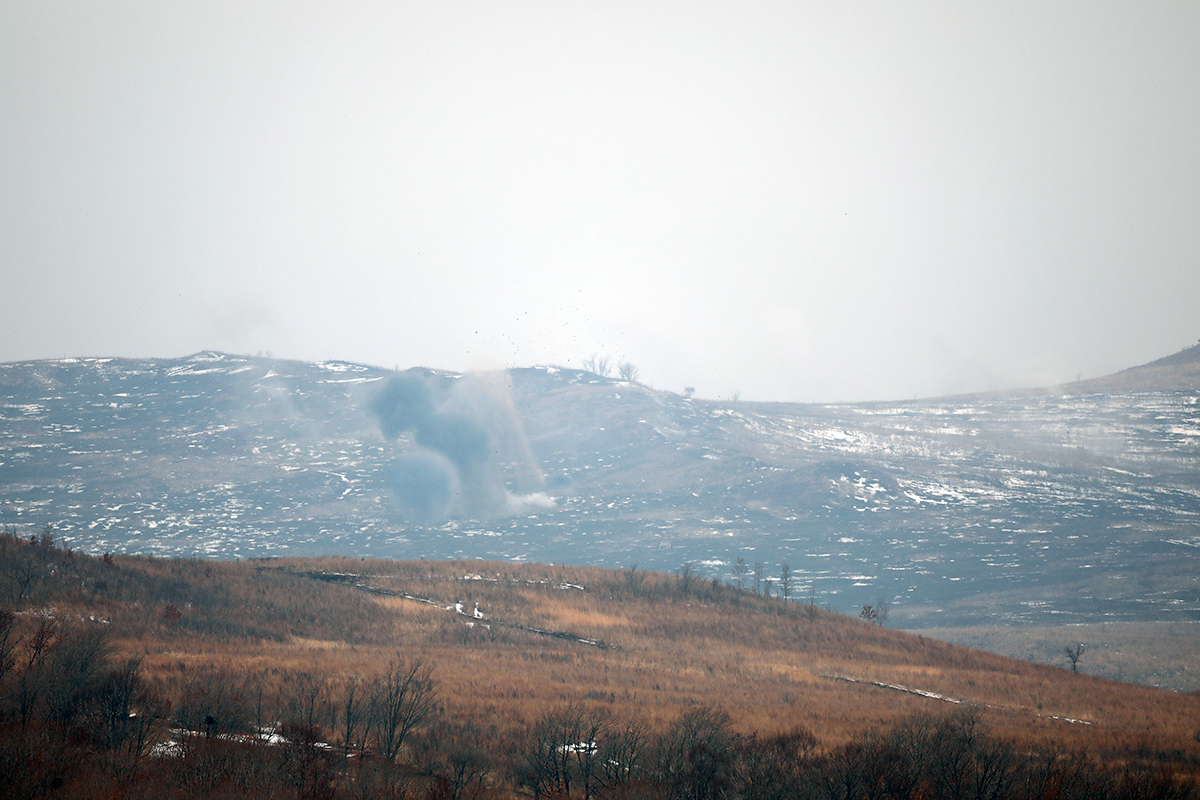
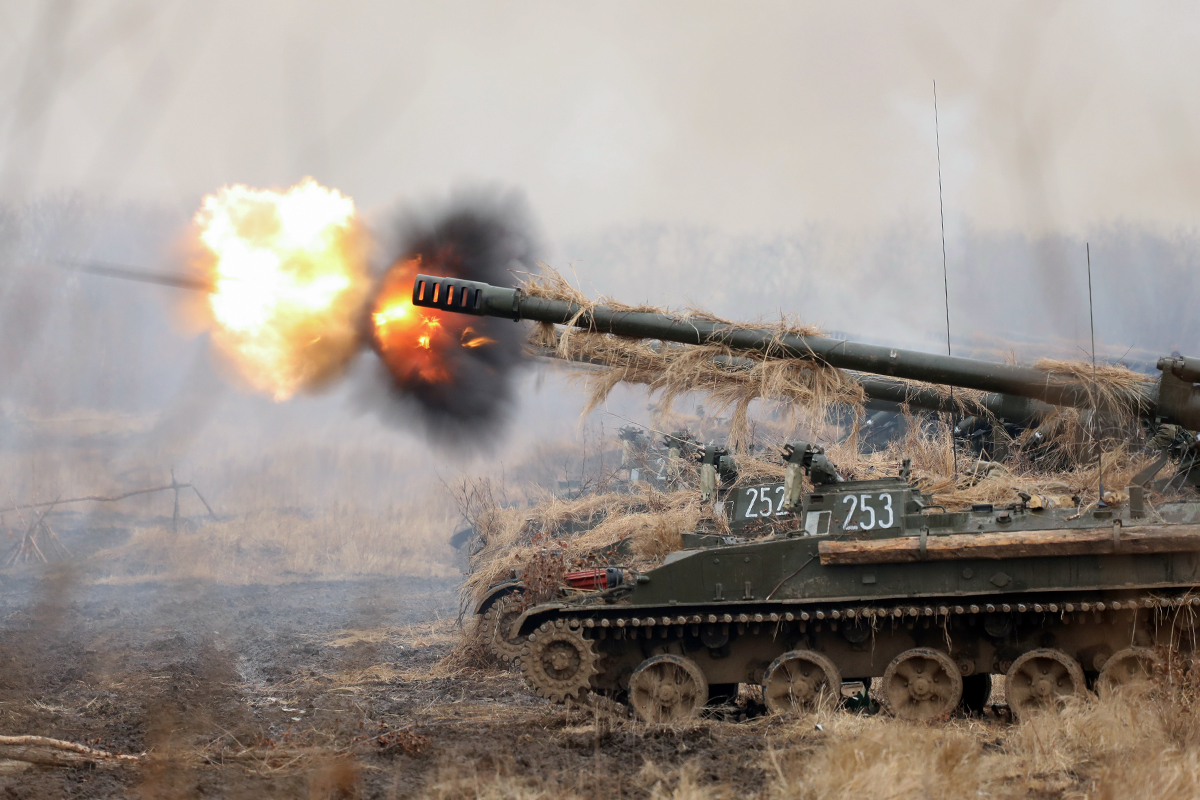
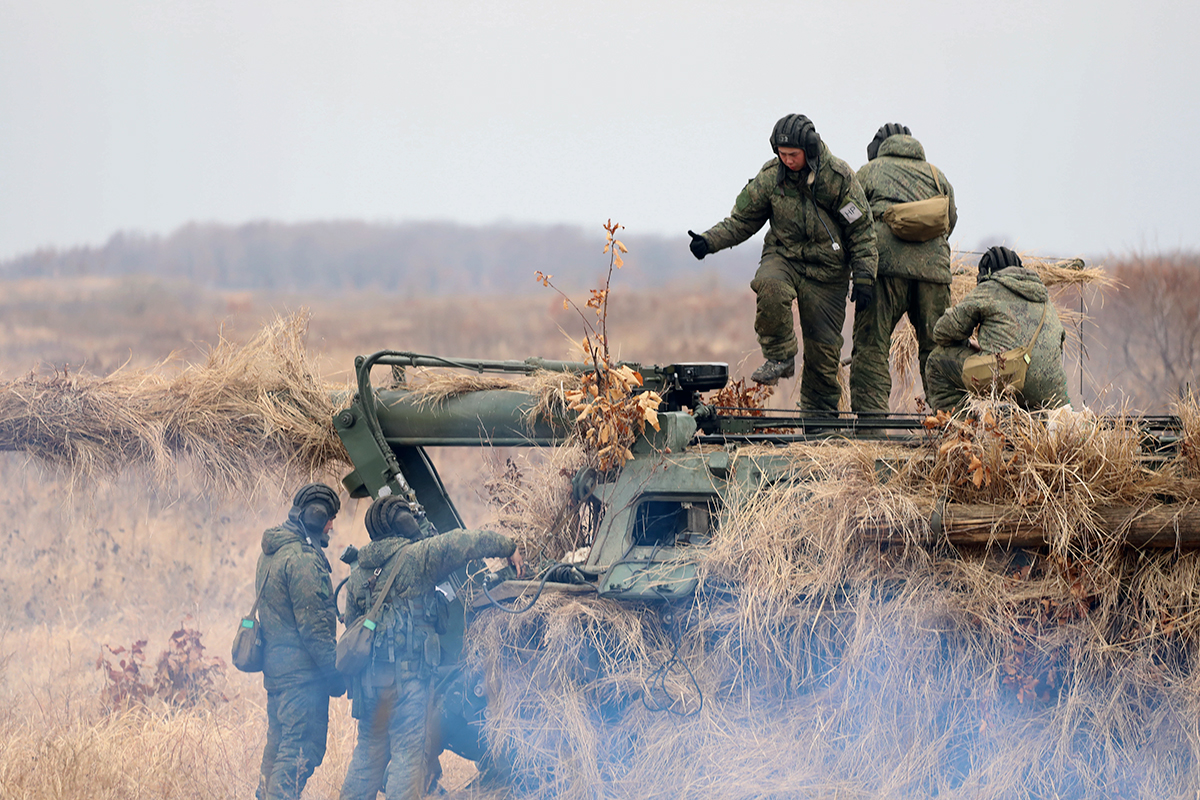
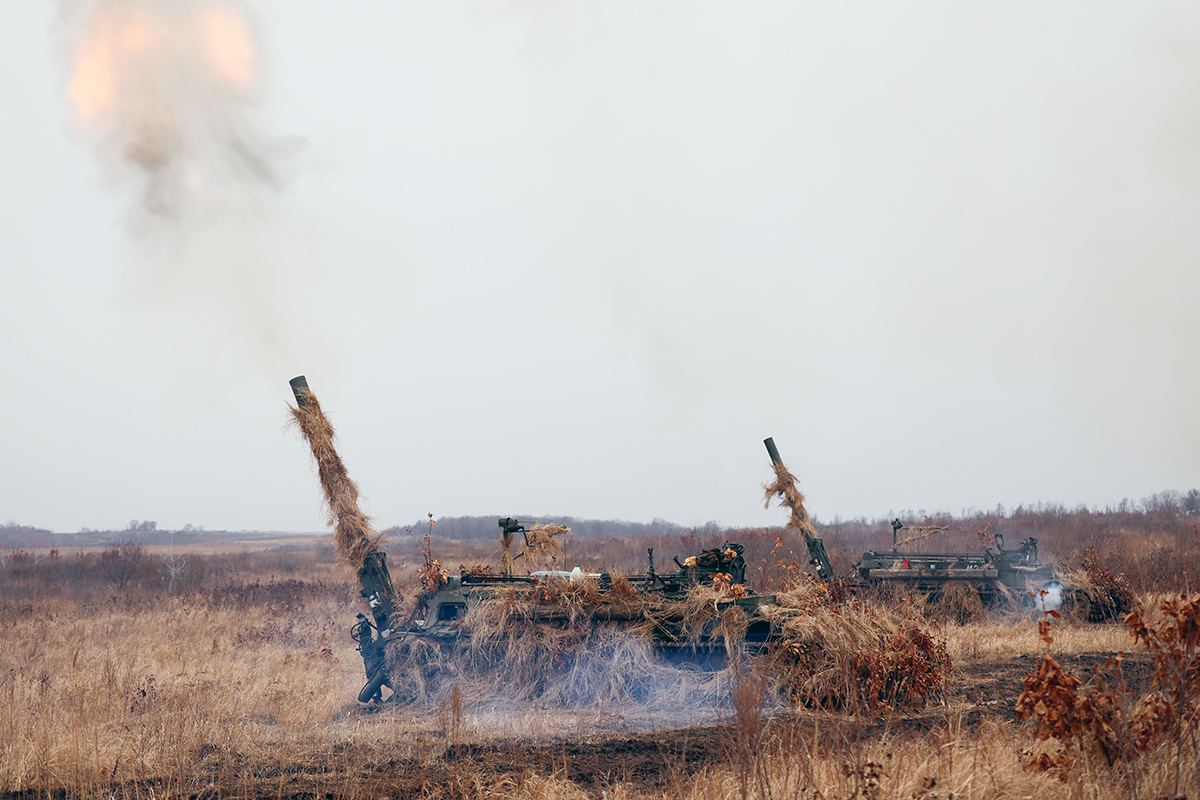
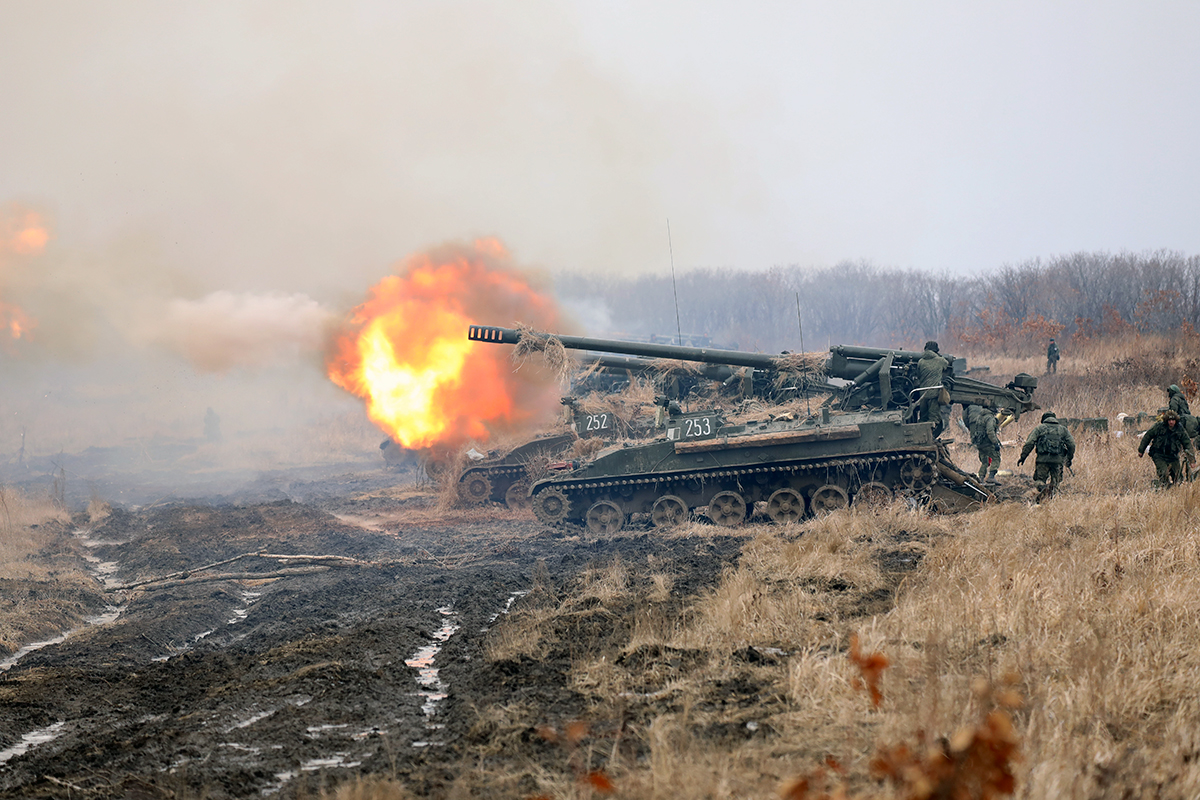
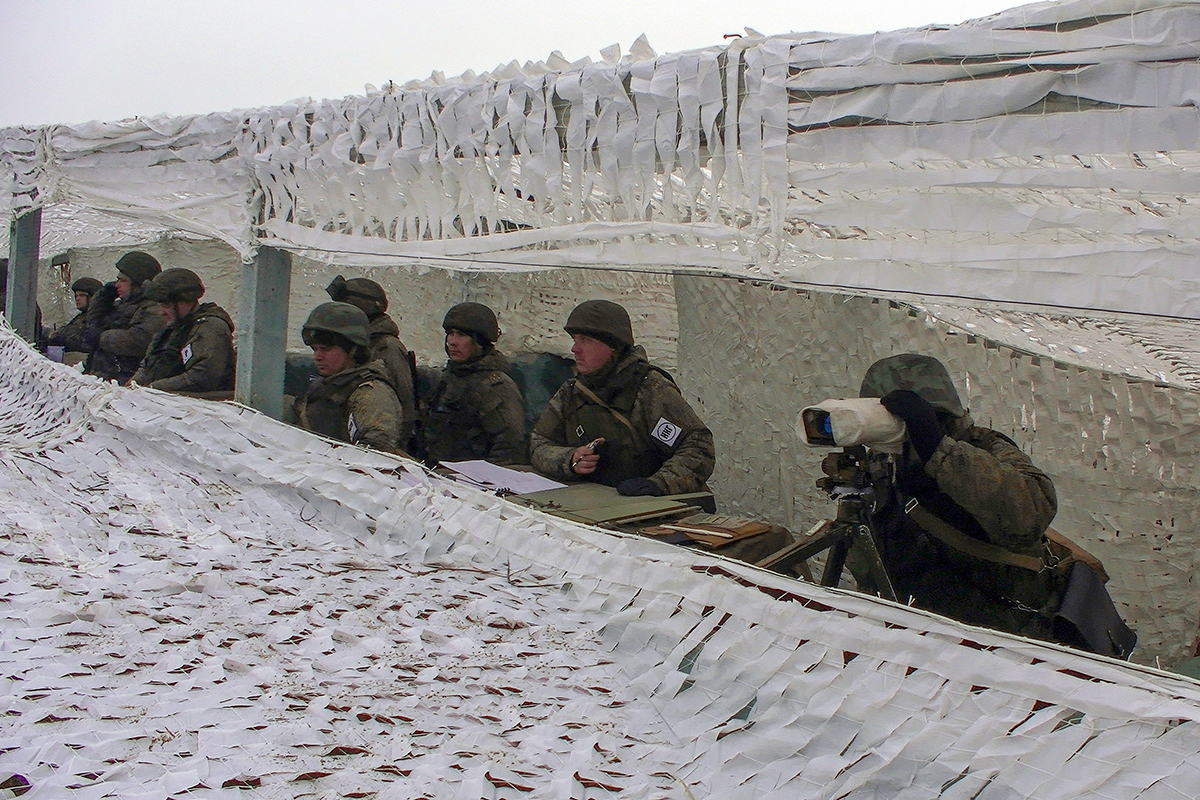
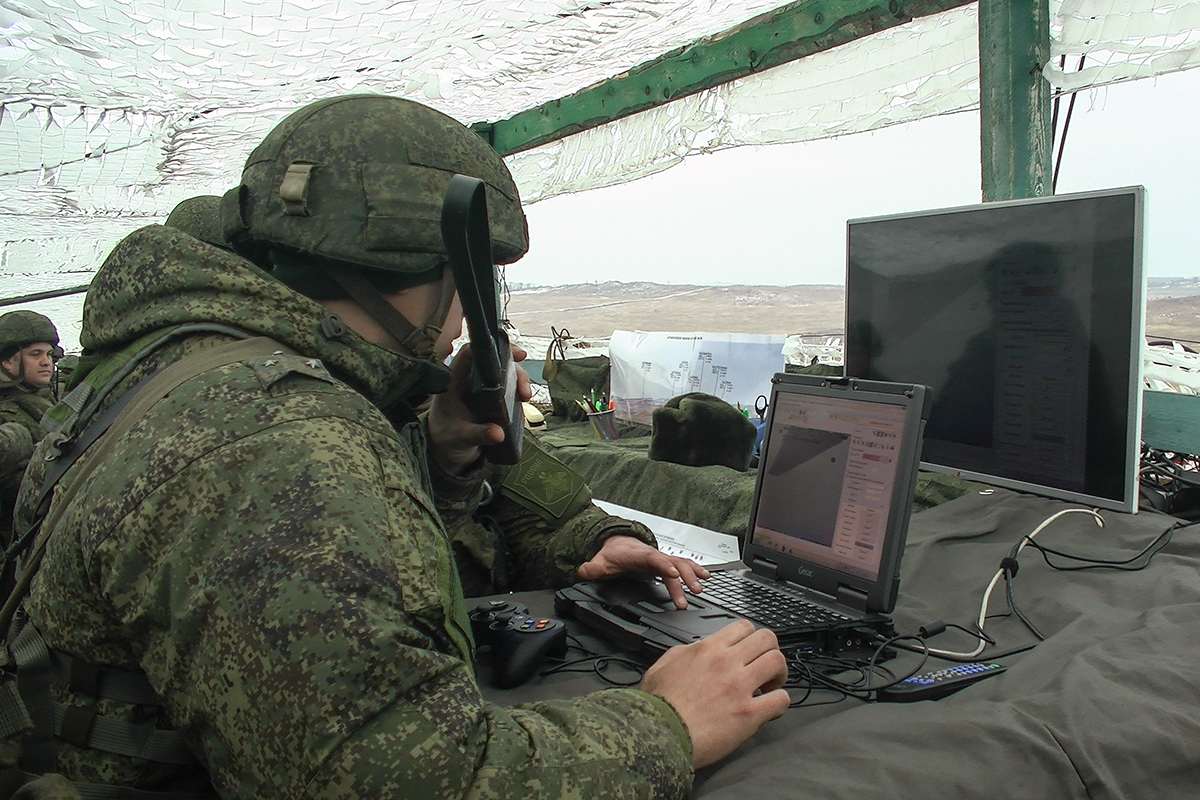